# Захист Пірца—Уфімцева
Захист Пірца—Уфімцева — напіввідкритий шаховий дебют з ходами: 1. e4 d6 2. d4 Kf6 3. Kc3 g6. У широкому вжитку в сучасній турнірній практиці.

## Історія дебюту
Варіант використовувався у 19-му столітті відомим шахістом Паульсеном. У 20-му столітті дебют окремо один від одного глибоко аналізували двоє шаховий теоретиків: Вася Пірц і Анатолій Уфімцев. Саме тому дебют був названий їх іменем.

## Основні варіанти
4. Kf3 — (B08) - одна з найпопулярніших відповідей чорних. Найпопулярніший варіант відповіді чорний. 

4. f4 — (B09) - Австрійська система. 

4. f3 

4. g3 

4. Cg5 

4. Ce2 